# Petr Kladiva
Petr Kladiva (* 4. července 1967 Olomouc) je bývalý československý sportovní plavec. Účastník olympijských her 1988.

## Sportovní kariéra
K plavání ho přivedl otec, se kterým udělal svá první plavecká tempa, a který se také aktivně podílel na jeho sportovním růstu jako sportovní funkcionář. Do plavecké přípravky univerzitního klubu v Olomouci si ho vybral trenér Kopecký v 6 letech. 
V 10 letech byl zařazen do sportovní třídy ZDŠ bratří Cerviů a pod vedením Petra Bazgera začal s dvoufázovou přípravou. 
Ve svých 13 letech byl zařazen do střediska vrcholového sportu mládeže ministerstva školství k trenéru Karlu Rektoříkovi. Pod vedením Bazgare plaval delší tratě na znak a motýlek. 
Od 14 let v SVS-M přešel postupně ke kraulu a sprintům. Pro motýlek, který plaval nejradši, neměl na té nejvyšší úrovni vlohy. Scházela mu potřebná dynamika vlnění (práce nohou). Měřil na plavce pouze 182 cm a tento deficit musel proti většině soupeřů dohánět dokonalou technikou. Patřil k plavcům co neradi zvedají činky a pokud chtěl v závodě uspět nesměl chybovat při startu, obrátce či dohmatu.
Z tréninkových soustředěních měl pověst největšího telefonisty.

### Začátky v reprezentaci 1981-1983
V roce 1981 poprvé reprezentoval Československo na prestižní sportovní akci mladých sportovců ze socialistických zemí Družba ve Volgogradu.
V roce 1982 na juniorském mistrovství Evropy v Innsbrucku obsadil ve finále 100 m motýlek 7. místo časem 1:00,31.
V roce 1983 pokračoval v trvalém vzestupu výkonnosti a v dubnu se poprvé účastnil zahraničního soustředění s pražskými Vysokoškoláky a trenérkou Ivanou Felgrovou v arménském Cachkadzoru. V srpnu na juniorském mistrovství ve francouzských Mylhúzách zopakoval loňskou finálovou účast na 100 motýlek a časem 58,95 obsadil 5. místo.

### Olympijský rok 1984 – výrazné zlepšení osobních rekordů, bojkot olympiády, družba 84
Celou sezónu 1983 byl v hledáčku trenéru velkých SVS. Jak bylo zvykem, olomoučtí plavci mířili do pražského střediska vrcholového sportu ministerstva školství. V jeho případě však vedla cesta nečekaně do jiného rezortu. Důležitou roli v tomto sehrál trenér brněnské rudé hvězdy Bernard Kočař a v prosinci 1983, před začátkem olympijského roku 1984 byl uskutečněn transfer Kladivy z Olomouce do Brna. V Brně vytvořil silnou tréninkovou skupinu s Jarmilem Proňkem, Ondřejem Butorem a Petrem Matouškem. Do konce školního roku však zůstal ještě doma v Olomouci na sportovním gymnáziu.
V průběhu půl roku se pod vedením Bernarda Kočaře výrazně zlepšil na 100 m volný způsob z 54,64 (1983) na 52,87 (1984), 200 m volný způsob z 2:02,35 (1983) na 1:54,97 (1984), 100 m motýlek z 58,19 (1983) na 56,23 (1984), 200 m motýlek z 2:15,15 (1983) na 2:06,55 (1984). Těmito výsledky měl reálnou šanci a v případě nominace štafety téměř jistotu nominace na olympijské hry. 14. května však vyšlo v tisku oficiální prohlášení o neúčasti Československa na olympijských hrách v Los Angeles.
Na červencovém mistrovství republiky potvrdil za neúčasti dvou největších plaveckých hvězd Marcela Géryho a Josefa Hladkého roli favorita ziskem dvou titulů. O třetí titul na 100 m volný způsob ho připravil nahuštěný program mistrovství, kdy se v jeden den, pár minut po sobě plaval závod na 100 m motýlek a volný způsob.
Jako kompenzaci za bojkotované olympijské hry byl zorganizován v druhé polovině srpna závod nazvaný Družba 84. Na družbě potvrdil roli třetího nejlepšího sprintera v reprezentaci startem ve třech štafetách. V štafetách volný způsobem plaval pokaždé druhý úsek a získal bronzovou medaili. V polohové štafetě plaval třetí motýlkářský úsek a v cíli se štafetou získal třetí bronzovou medaili. V závodě na 100 motýlek obsadil ve finále 6. místo časem 56,66. Druhý den v závodě na 100 m volný způsob si v ranních rozplavbách zlepšil osobní rekord 52,49 a postoupil do finále. V odpoledním finále obsadil časem 53,08 poslední 8. místo. Po návratů domů se stal na několik měsíců miláčkem sportovních kritiků.

### Trápení s limity a dokonalé vyladění formy na mistrovství Evropy 1985
V roce 1985 pokračoval ve výkonnostním růstu. Na reprezentačních soustředěních pomáhal jako sparingpartner Marcelu Gérymu. Specializoval se na stejné disciplíny jako Géry a s jeho asistencí se na závodech začal postupně přibližovat k českým rekordům na 100 m volný způsob a motýlek polohovkáře Josefa Hladkého.
Studijní povinnosti na brněnské sportovním gymnáziu mu zkomplikovali přípravu. V letní sezóně mírně stagnoval. Nepovedly se mu závody na červnové velké ceně Slovenska, tradičním závodě, po kterém se vždy navrhovala nominace na vrcholný podnik letní sezóny. V nominaci na mistrovství Evropy byl u jeho jména uveden otazník. Na červencovém mistrovství republiky opět nepokořil hranici 53 vteřin na 100 m volný způsob. Mistrovství Evropy se však konalo v socialistickém státě a vedoucímu výpravy z řad ČSTV se povedlo na místě vyjednat výhodné podmínky. Bylo tak schváleno rozšíření nominace o něho a další dva plavce.
Na téma sebedůvěra/sebevědomí odpověděl: "Musím věřit sám sobě. Ale jenom věřit, to nestačí, člověk na to musí mít. Ale na druhé straně – kdybych si nevěřil, tak bych nic nedokázal. Myslím, že to sebevědomí se u mě vylepšuje.
Závěrečnou přípravu na mistrovství Evropy absolvoval v Bratislavě s Marcelem Gérym a Adrianou Domanickou pod vedením Ladislava Hlavatého. Příprava začínala ranním půlhodinovým rozcvičením s posilováním, následovalo 3,5 km v bazénu, odpoledne 7 km. Před odletem do Sofie novinářům naznačil blížící se formu. V úvodním závodě na 100 m motýlek si v rozplavbách zlepšil osobní rekord na 56,13 a postoupil do B-finále. V odpoledním B-finále zaplaval čas 56,31 a obsadil konečné 13. místo. Druhý den v dopoledních rozplavbách na 100 m volný způsob se jako první Čech dostal na 100 m volný způsob pod 52 sekund a časem 51,81 o 49 setin překonal český rekord Josefa Hladkého (52,30). V odpoledním B-finále zaplaval čas 52,05 a obsadil celkově 13. místo. Další den byla na pořadu sprintérská štafeta na 4×100 m. Z rozplaveb štafeta postoupila z 5. místa do finále. V odpoledním finále na třetím úseku přebíral štafetu na posledním 8. místě se sekundovou ztrátou na poslední tři štafety. Na svém úseku zabojoval a do posledního 4. úseku poslal Marcela Géryho na 7. místě. Géry na svém úseku vytáhl štafetu na 5. místo v novém československém rekordu 3:24,91. Závěrečný den mistrovství nastoupil na čtvrtém kraulovém úseku polohové štafety 4×100 m a v cíli dohmátl v čase 3:52,54, který stačil na první nepostupové 9. místo do finále.
Po návratu z mistrovství se v novinách polemizovalo nad nevypočitatelností nominace. V tomto směru se dával jeho příklad, v sezóně nepříliš výrazného plavce, který výkonnostně explodoval na nejdůležitějších závodech roku, a na které jel jen díky výhodným ekonomickým podmínkám v místě konání. Na opačném konci stál Jan Bidrman, plavec který v přípravě exceloval, plaval nadějné časy a v závodě, kde měl tréninkové úsilí prodat, neuspěl.

### Nadějná sezóna 1986 s nevyladěním formy mistrovství světa
Do sezóny 1986 šel s předsevzetím na 100 m volný způsob útočit na 51 vteřinovou hranici. Trošku v rozpacích byl s motýlkem, ve kterém si na těch nejvyšších metách přestával věřit, ale stanovil si cíl pokořit hranici 56 vteřin. Jeho největším přáním však bylo opět dobře poskládat sprinterskou štafetu pro srpnové mistrovství světa v Madridu. Šéftrenér reprezentace Jan Vokatý překřtil čtveřici Zdeněk Kolář, Josef Hladký, Kladiva, Marcel Géry na "Čtyři mušketýři". Náročnost štafet pro její členy spočívala v umění vžít se do rytmu toho předcházejícího (anticipace), aby se dokázal odrazit včas – reagovat až při dohmatu, to je ztráta cenných desetin.
V roce 1986 byla do programu vrcholné plavecké soutěže poprvé zařazen stále populárnější, divácky atraktivní sprint na 50 m volným způsobem. Na začátku února vytvořil (stanovil) na 50 m volný způsob nový československý rekord 23,87, vylepšil tak nejlepší výkon Marcela Géryho z roku 1983. Koncem února na zimním mistrovství republiky zaplaval český rekord na 200 m volný způsob a časem 1:53,71 překonal o setinu 5 let staré české maximum Daniela Machka.
V červnu na velké ceně slovenska zaplaval v novém českém rekordu 100 m volný způsob za 51,69 a následující den 200 m volný způsob v novém českém rekordu 1:53,27. Za 10 dní na letním mistrovství reubliky opět zlepšil vlastní český rekord na 100 m volný způsob časem 51,45.
V červenci odjel na třítýdenní soustředění do francouzského horského střediska Font-Romeu-Odeillo-Via. Týden po návratu z Francie dolaďoval formu v Praze-Podolí. Na srpnové mistrovství světa odlétal do Madridu s úkolem od plaveckého svazu přiblížit se co nejvíc hranici 51 vteřin na 100 m volný způsob. Tento čas by mu měl zajistit jistou účast v B-finále a v případě času pod 51 vteřin i vytoužené A-finále. Sám však vyjádřil mírné pochybnosti... "když bude dobrá konstelace". Závod na 100 m volný způsob se mu nepovedl, časem 52,10 skončil v rozplavbách až na 29. místě. Odstratoval srdnaťe, ale na 75 m výrazně zpomalil. Podobně dopadl i jeho reprezentační kolega Zdeněk Kolář, což nebyla dobrá zpráva pro ambice sprintérské štafety. Štafeta 4×100 volný způsob byla na pořadu za dva dny, kde se potvrdila špatně načasovaná forma jeho i Koláře. Třetí stometrový úsek plaval letmo za 51,36, tedy téměř o půl vteřiny pomaleji než na loňském mistrovství Evropy v Sofii. Štafeta skončila v rozplavbách na prvním nepostupovém místě do finále časem 3:24,97. Další den při premiéře závodu na 50 m volný způsob obsadil v rozplavbách časem 23,80 konečné 22. místo.
Mistrovství světa mělo pro československý plavecký sport smutnou dohru. V Madridu se rozhodl zůstat nelegálně Josef Hladký a to znamenalo značné komplikace pro celou výpravu, která se vrátila zpátky do Československa. V médiích se návrat výpravy, rozhovory, důvod špatně načasované formy některých plavců nerozebíral. Začátkem října se ze státem placeného rehabilitačního pobytu v Jugoslávii nevrátil Marcel Géry.

### Nová hlavní role v reprezentaci a nepovedené mistrovství Evropy 1987
V roce 1987 převzal narychlo novou roli vedoucího plavce československé reprezentace. "Někdy mě napadlo, jestli vůbec budu schopný doma vyhrávat, ale při závodě jsem na to nemyslel, taky jsem občas vyhrál, i když toho nebylo tolik. Je pravda, že jsem zatím víc zažíval pocit, že se na někoho snažím dotáhnout. Ale opačný pocit, že někomu ujíždím, že se někdo snaží dotáhnout při závodě mě, ten je stejně dobrý. Pokud na to ovšem mám." V zimní sezóně zapracoval na rychlostní vytrvalosti a v únoru na zimním mistrovství republiky zaplaval 200 m volný způsob v nový český rekord 1:53,02. Tento rekord vydržel v platnosti dlouhých 10 let. Zimní mistrovství se poprvé konalo v Ústí nad Labem a provázely ho problémy s časomírou. Snahu překonat československý rekord na 50 m volný způsob mu třikrát zhatilo selhání (nesepnutí) elektronické časomíry.
Před letní sezónou absolvoval koncem dubna třináctidenní soustředění v Lindow v líhni východoněmeckých plaveckých reprezentantů. Rozdíl proti minulým letům byl v tom, že reprezentace netrénovala společně s východními Němci, trenér reprezentace Jan Vokatý se tak nemohl inspirovat (kopírovat). Měli pouze podle předem daného harmonogramu k dispozici kompletní zařízení sportovního střediska. V květnu ho čekala maturita na sportovním gymnáziu.
V červnu na letním mistrovství republiky v Brně zaplaval 100 m volný způsob v novém českém rekordu 51,34 a také 100 m motýlek za 55,52, kterým překonal o 15 setin 4 roky staré maximum Josefa Hladkého. Vrcholem letního mistrovství však byl jeho souboj s Jarmilem Proňkem o československý rekord na 50 m volný způsob. V rozplavbách se oba plavci dostali pod hodnotu starého českého rekordu, Kladiva časem 23,63 zaostal setinu za československým rekordem Marcela Géryho. V odpoledním finále však s Proňkem prohrál o 20 setin a o český rekord přišel – Proňkův nový československý rekord měl hodnotu 23,49.
Závěrečnou přípravu na srpnové mistrovství Evropy v francouzském Štrasburku absolvoval s reprezentací v červenci v Tatrách v hotelu FIS a začátkem srpna týden dolaďoval formu ve Strakonicích. Trenér Bernard Kočař měl mírnou obavu jestli roli reprezentačního lýdra zvládne "Kláďa je trochu přecitlivělej typ. Prohru s Proňkem z republiky trávil dlouho." Pro mistrovství Evropy měl natrénováno stovku kraulem na čas kolem 51 vteřin. Před odletem řekl: "Mám hlavně obrovskou chuť závodit. Všechny testy napovídají, že by to mohly být osobní rekordy podobně jako předloni v Sofii. Trému mám normální, ale žádný strach...". Ve svém úvodním představení na mistrovství Evropy na 100 m motýlek nepostoupil z rozplaveb a časem 56,33 výrazně zaostal za svým osobním rekordem 55,52. Druhý den byla na programu jeho královská trať 100 m volný způsob. Závod se mu nepovedl, výsledný čas 51,56 nestačil ani na postup do B-finále. Po závodě byl podle trenéra Jana Vokatého obrovsky zklamaný. Po dni volna ho čekala trať 50 m volným způsobem. Ani zde však osobní rekord nezaplaval, časem 23,72 skončil na celkovém 19. místě. V závěrečné polohové štafetě na 4×100 m plaval v rozplavbách čtvrtý kraulařský úsek a v cíli dovedl štafetu k novému československému rekordu 3:50,24. Štafeta skončila na prvním nepostupovém 9. místě do finále. Teprve v závěru mistrovství ve štafetě potvrdil svoji trénovanost, letmou stovku zvládl za výborný čas 50,25. Později o svém vystoupení na mistrovství Evropy řekl: "Byl jsem křečovitý, stovku jsem hrabal, nic mi nešlo. Shodil jsem to ze sebe až při štafetě, tam to bylo podle mých představ."

### Olympijské hry 1988 – náročné plnění limitů a omezené možnosti v místě konání her
V olympijském roce mu začali vážně konkurovat oddílový kolegové Libor Pohunek a Robert Wolf. V březnu na zimním mistrovství republiky získal zpátky od Jarmila Proňka československý rekord na 50 m volný způsob časem 23,28 a za dva dny se poprvé dostal na 100 m volný způsob pod 51 vteřin a novým českým rekordem 50,97 zaostal jen 4 setiny za československým rekordem Marcela Géryho.
V dubnu ho čekalo soustředění v Tatrách v hotelu FIS, v květnu se však omluvil ze soustředění ve francouzském vysokohorském středisku Font-Romeu-Odeillo-Via. Dal přednost přípravě doma v Brně pod vedením svého trenéra Bernarda Kočaře, který by ve Font Romeau nebyl přítomen. Stále neměl splněné ostré limity svazu (50 m v.z. – 23,18, 50 m v.z. – 50,70) pro start na olympijské hry. Šéftrenér reprezentace Jan Vokatý po uzavření nominace upřesnil, že šlo o orientační limity, které měli plavce přimět se k nim co nejvíce přiblížit.
Formu načasoval ideálně na červencové mistrovství republiky, po které se uzavírala nominace na olympijské hry. Na 100 m volný způsob zaplaval v ranních rozplavbách nový československý rekord 50,84 – tento čas vydržel v platnosti jako český rekord bez měsíce 15 let. V odpoledním finále získal titul mistra republiky v pomalejším čase 51,48 – ulil první start a při druhém byl opatrný. Po závodě řekl: "Ráno jsem se rozhlédl po obloze a bylo mi jasné, že bude vedro. To není ideální počasí na rekordní výkony, a tak jsem vsadil raději na dopolední rozplavby."
 Po zkušenostech z loňského roku a výbuchu na mistrovství Evropy si byl vědom, že pokud chce na olympijských hrách v Soulu uspět musí se umět před závodem uvolnit "uvolnění na suchu a ve vodě – to je obrovský rozdíl. Rekord na stovku jsem plaval díky tomu, že jsem se dostal i do určité psychické pohody. Řekl jsem si, že to zkusím naplno již v rozplavbě, že do finále stejně postoupím, a že když to přepálím, můžu třeba v šedesáti metrech zpomalit. Nebylo to lehká, ale vydržel jsem – až k rekordu".
Přípravu směrem k olympijskému závodu zahájil s reprezentací dva týdny v srpnu ve východoněmeckém tréninkovém středisku Lindow. Po návratu s reprezentací odjel na tři týdny do vysokohorského střediska Font-Romeu-Odeillo-Via. Na soustředěních byl osobně přítomen jeho trenér Bernard Kočař. V přípravě ho trápili bolesti zad, které se podařilo odstranit fyzioterapií. Šeftrenér Jan Vokatý byl s přípravou spokejený, největší šance na A-finále vkládal do polohové štafety 4×100 m. Na olympijské hry však jel jako trenér sám v rozhovoru připustil, že neví jak bude stíhat být ve stejný okamžik na tréninku a na závodech.
Na olympijských hrách v Soulu přiletěli v září počátkem druhého týdne. Na rozdíl od Moskvy před 8 lety, kde měli českoslovenští plavci přednostně možnost trénovat v olympijskému bazénu s domácími Sověty, je v Soulu čekaly daleko skromnější podmínky. Potom co vyzkoušeli tři různé bazény, trenér Vokatý komentoval situaci slovy: "Připravujeme se ve zcela odlišných podmínkách, než za jakých se bude závodit. Dneska jsme měli podstatně chladnější vodu, jiné jsou startovací bloky, odrazová stěna..." V úvodním závodě na 100 m volný způsob zaplaval v rozplavbách čas 51,39 a skončil na celkovém 26. místě. Po závodě řekl: "Vůbec nevím, co si o svém výkonu mám myslet. Chystal jsem se na rekord, ale v 60 metrech jsem začal kupovat hroznou ztrátu. Po dvou denním odpočinku nastoupil do závodu na 50 m volný způsob. Čas 23,53 z rozplaveb stačil na 23. místo. Druhý den ho čekal start s polohovou štafetou 4×100 m. Ambiciózní štafeta doplavala v rozplavbách na celkovém 13. místě v čase 3:49,90. Hned na úvodním znakařskén úseku výrazně ztratil Pavel Vokoun (čas 59,25) a další členové, včetně Kladivy na čtvrtém úseku, nedokázali ztrátu vymazat.
Štafeta podtrhla nevydařené vystoupení plavců na olympijských hrách. Nikdo včetně trenéra Vokatého nedokázal vystvělit, v čem se stala chyba. Podmínky přípravy byly téměř ideální. Podařilo se uskutečnit všechna plánovaná soustředění v cizině včetně vysokohorského a zajistit na nich účast osobních trenérů. Výkon však nejvíc ovlivnili samotné podmínky v Soulu. Plavecké velmoci si zajistili pochopitelně nejlepší tréninkové podmínky. Plavecký svaz později odvolal Jana Vokatého ze své funkce šéftrenéra. Důvod jeho pochybení byl shledán v tom, že při závěrečné přípravě ve Font-Romeu-Odeillo-Via nechával osobním trenérům příliš volnou ruku místo aby přípravu sám koordinoval. Nepřítomnost osobních trenérů v Soulu, o které se dopředu vědělo potom asi přispěla k psychické nepohodě plavců.

### Poolympijská změna trenéra, mistrovství Evropy 1989, studium v USA a tiché loučení s kariérou
Na podzim 1988 se jeho trenér Bernard Kočař stáhnul do ústraní a pozici hlavního trenéra brněnského SVS převzal jeho syn Michal. V poolympijské sezóně poutaly pozornost především jeho výsledky na trati 50 m volný způsob. Koncem června na mistrovství republiky československý rekord pokořil hranici 23 vteřin. Nový rekord 22,97 vydržel v platnosti téměř 13 let. Tímto časem splnil ostrý nominační limit pro start na srpnovém mistrovství Evropy v německém Bonnu. Tréninkové soustředění k mistrovství Evropy proběhlo doma v bněnském bazénu za Lužánkami a závěrečné dolaďování formy v Gottwaldově. Závěrečnou přípravu v Gottwaldově se však nepodařilo zajistit a na poslední chvíli poskytl reprezentaci zázemí znojemský plavecký oddíl.
Na mistrovství Evropy v Bonnu patřila československá výprava s šesti plavci k nejmenším. Nakonec nebyla přihlášená ani polohová štafeta na 4×100 m. V rozplavbách na 100 m volný způsob zaplaval osmnáctý nejlepší čas 51,61. Po odhlášení dvou závodníků nastoupil jako náhradník do odpoledního B-finále, ve kterém se dokoupal na posledním 8. místě (celkově 16.) v čase 52,09. Za dva dny na 50 m volný způsob nepotvrdil svoje sezónní předpoklady na A-finále. Časem 23,46 postoupil do B-finále,  které podobně jako před dvěma dny vypustil. Doplaval na posledním 8. místě (celkově 16.) v čase 23,64. Nový šéftrenér reprezentace Daniel Machek byl z jeho výkonu zklamaný "na A-finále rozhodně měl. Myslím, že je to psychická záležitost. Ve velkých soutěžích nedokáže odvést to na co má".
V roce 1990 prohrál dvakrát těsně ve finále zimního mistrovství republiky s Liborem Pohunkem. Po mistrovství si stěžoval na bolesti v rameni a vynechal mezistátní utkání s Polskem. Letní sezónu vůbec nezahájil. 
Od roku 1991 studoval ve Spojených státech na UC Berkeley, za jejíž tým Golden Bears plaval v univerzitní lize NCAA.

### České rekordy
| rok  | disciplína         | čas     | klub                | datum     | závod                       | místo                 | poznámka         | platnost         | pokořitelka              |
| ---- | ------------------ | ------- | ------------------- | --------- | --------------------------- | --------------------- | ---------------- | ---------------- | ------------------------ |
| 1989 | 50 m volný způsob  | 22,97   | TJ Rudá hvězda Brno | 29.6.1989 | letní mistrovství republiky | Lužánky, Brno         | jako rekord ČSSR | 12 let a 288 dní | Ivo Benda (2002)         |
| 1988 | 100 m volný způsob | 50,84   | TJ Rudá hvězda Brno | 23.7.1988 | letní mistrovství republiky | Podolí, Praha         | jako rekord ČSSR | 14 let a 340 dní | Květoslav Svoboda (2003) |
| 1987 | 200 m volný způsob | 1:53,02 | TJ Rudá hvězda Brno | 19.2.1987 | zimní mistrovství republiky | Klíše, Ústí nad Labem | jako rekord ČSR  | 10 let a 101 dní | Josef Horký (1997)       |